# 아세트아미노펜
아세트아미노펜(acetaminophen (미국채택명)) 또는 파라세타몰(paracetamol (국제일반명))은 해열 진통제이다. 아세트아미노펜과 파라세타몰 모두 그 화학명인 para-acetylaminophenol의 줄임말이다. (para-acetylaminophenol, para-acetylaminophenol)

## 효능
두통과 해열 및 기타 통증 완화에 효과적이며, 위장장애에 대한 부담이 적다. 다만, 음식물과 함께 섭취하면 약효가 떨어질 수 있으므로 가급적 공복 시에 복용하는 것이 좋다. 생리통, 치통, 관절통의 통증 완화에도 효과적이며, 다른 약품과 반응하지 않으나 간독성의 위험에 있어서 음주 후에는 복용을 권장하지 않는다

## 발견
1940년대까지는 비아스피린계의 진통제로 아세트아닐리드(acetanilide)를 사용하였으나 패혈증 질환 및 메트헤모글로빈혈증 등의 부작용이 있었다. 미국의 생화학자인 줄리어스 액설로드와 버나드 브로디(Bernard B. Brodie)는 아세트아닐리드의 인체내 대사산물인 아세트아미노펜이 아세트아닐리드와 동등한 진통효과를 나타낸다는 것을 발견했다.

## 제법
실험실에서 아세트아미노펜을 만들기 위해서는 페놀에 묽은 황산과 함께 질산나트륨을 첨가하면 페놀의 벤젠 고리가 니트로화 반응을 하여 p-니트로페놀(p-nitrophenol)과 부산물로 o-니트로페놀(o-nitrophenol)이 생성된다. p-니트로페놀을 정제하여 수소화붕소나트륨(sodium borohydride)을 첨가하면 4-아미노페놀(4-aminophenol)로 환원된다. 여기에 무수아세트산(acetic anhydride)을 넣으면 아미노기와 반응하여 아세트아미노펜이 된다.

## 작용 메커니즘
아세트아미노펜의 작용 메커니즘은 아직 명확하게 규명되지 않았다. 아스피린 같은 비스테로이드항염증제와는 다르게, 아세트아미노펜은 중추신경계 밖의 COX의 억제에 관한 기능은 나타내지 않으며, 이는 왜 아세트아미노펜이 항염증에 관한 효과가 미미한지를 알려준다. 최근 연구에 따르면 시클로옥시게나아제(cyclooxygenase, COX)를 억제하는 새로운 메커니즘이 제안되었고, 특히 COX-2에 선택적으로 작용하는 것으로 추정된다. COX-2에 대한 선택성 덕분에 아스피린(aspirin)과는 달리 혈액 응고에 관여하는 트롬복산의 생성을 억제하지 않는다.  이러한 활성은 활성부위를 직접적으로 차단함으로써 나타나는 것이 아니라, 기능하기 위해선 산화되어야하는 COX 자체를 줄임으로써 나타난다.
또한 아세트아미노펜은 대사산물 AM404를 통해 뇌에서 내인성 칸나비노이드(cannabanoid) 시스템을 조절할 수 있는 것으로 보인다. AM404는 통증을 더 효과적으로 감소시키기 위해 뉴런들로부터의 내인성 칸나비노이드 / 바닐로이드 아난다미드의 재흡수를 억제하는 것으로 생각된다. AM404는 또한 뇌의 통증 신호를 억제시키는 TPRv1(옛날이름: 바닐로이드 수용체)를 직접 활성화시킬 수 있다.

## 부작용

### 메커니즘
아세트아미노펜은 남용할 시에 부작용을 초래한다. 과도한 양의 아세트아미노펜이 체내에 투여되면, 시토크롬 P450(Cytochrome P450)이라는 체내 효소가 N-아세틸-p-벤조퀴논이민(N-acetyl-p-benzoquinone imine)으로 변환한다. 이 물질은 체내 글루타티온과 결합하여 간의 기능을 저하시킨다.

### 증상
과량 복용으로 인해 간 기능이 저하되어 현기증과 구토, 알레르기 등을 유발하며 24~48시간 이내에 간부전이 나타날 수도 있다. 간에 무리를 주기 때문에 술을 마셨을 때에는 복용을 삼가야 한다. 또한 유아기의 어린 아이에게 아세트아미노펜을 투여하면 아동기에 천식 발병률이 높아진다는 연구 결과가 보도되었다. 임신 기간 중, 특히 4~6개월 중에 아세트아미노펜 복용이 통계적으로 유의하게 남자 태아의 성적 발달을 저하시키는 것이 관찰되었다. 만성적으로 아세트아미노펜을 복용하는 사람은 혈액암이 발병할 확률이 높아진다.아주 드물게 피부 발진을 일으키기도 한다.

## 기타
아세트아미노펜을 아질산염과 함께 물에 넣고 얼리면 아세트아미노펜이 빠르게 산화되어 독성물질인 벤조퀴논이민류를 생성한다는 연구결과가 나왔다.

## 같이 보기
- 진통제
- 이부프로펜
- 비스테로이드 항염증제
- 아스피린
- 살리실산